# Широковский сельский совет (Запорожский район)
Широковский сельский совет (укр. Широківська сільська рада) — входит в состав
Запорожского района
Запорожской области
Украины.
Административный центр сельского совета находится в 
с. Широкое.

## Населённые пункты совета
- с. Широкое
- с. Водяное